# 交河郡
交河郡，中国唐朝时设置的郡。
北魏时高昌国置交河郡，治所在交河城（今新疆维吾尔自治区吐鲁番市高昌区西北二十里亚尔乡雅尔湖西雅尔湖村附近），本车师前王都城，故址在今吐鲁番西13公里处。麴氏高昌相关的出土文书，章和十一年（541年），“都官下交河郡司马主者”与“柳婆、无半、盐城、始昌司马主者”，可知其下有柳婆县、无半县、盐城县、始昌县。无半县城遗址在今高昌区:44恰特喀勒乡。今艾丁湖镇的也木什村，即是盐城县县名“盐城”的回鹘语音名Yimši转换回汉语:33。
唐朝貞觀十四年（640年），唐军平高昌，交河郡改为西州交河县。水源出交河县北天山，水分流于城下，因以为名为交河。唐玄宗天宝元年（742年），改西州置交河郡。治所在高昌县（今新疆维吾尔自治区吐鲁番市高昌区三堡乡高昌古城）。下辖高昌县、柳中县（柳中城在今鄯善县鲁克沁镇）、天山县（今托克逊县夏乡天山古城）、交河县（今吐鲁番市高昌区亚尔乡交河故城）、蒲昌县（今鄯善县七克台镇古城）。岑参有《使交河郡郡在火山脚其地苦热无雨雪献封大夫》。
唐肃宗登基后，全国改郡为州，乾元元年（758年）改为西州。